# زبان رمانلویی
زبان رمانلویی زبانی است که در روستاهای کولی‌نشین استان قزوین رایج می‌باشد که به گفته اهالی این کولی‌ها از رومانی به قزوین مهاجرت کرده‌اند. این زبان از شاخه زبان‌های هندوآریایی از خانواده هندواروپایی بوده و به زبان‌هایی همچون گجراتی و راجستانی نزدیک است.